# Rudo Prekop
Rudo Prekop, né le 13 avril 1959 à Košice, est un photographe slovaque travaillant en République tchèque et en Slovaquie. Après une scolarité au lycée d'arts appliqués de Košice (spécialisation en photographie appliquée), il obtient en 1986 un diplôme de la FAMU à Prague où il est l'élève de Ján Šmok (cs). Il a travaillé comme assistant cadreur chez Krátký film Praha (cs) et, de 1986 à 2002, comme photographe indépendant. Depuis 2002, il est chef de département à la FAMU. Il appartient à la « nouvelle vague (sk) » slovaque avec Vasil Stanko (cs), Tono Stano, Kamil Varga (cs), Miro Švolík (cs) et Peter Župník, qui a déconstruit dans la première moitié des années 1980 les clichés de la photographie mise en scène.

## Œuvre
Rudo Prekop photographie principalement en noir et blanc au format carré. Il s'intéresse au symbolisme de la nature morte, par exemple dans ses cycles Tribute, Memorials, Flowers and Heroes. Il prépare la composition très soigneusement. Il parcourt la nature morte pendant des jours, des semaines et des mois, jusqu'à ce qu'il trouve la dernière « cerise sur le gâteau » à dévoiler. Ses travaux incluent l'esthétique post-moderne. Ses micro-mondes sont assemblés à partir d'objets trouvés de la même manière que František Skála (cs). Il le charme quand il redonne vie aux anciens propriétaires. Il transfigure les objets pour en faire des autels fantaisistes. Il suit le surréalisme en reliant des objets non miscibles – apparemment différents – en un tout – comme Vratislav Effenberger. Il se distingue du travail de Josef Sudek ou de Svoboda (cs), mais est plus proche de celui d'Eva Fuková (cs) ou Emila Medková (cs). Son travail peut s'apparenter à celui d'Eva et Jan Švankmajer.